# Fulakora saundersi
Fulakora saundersi este o specie de furnică din genul Fulakora, endemică în Noua Zeelandă.